# Albrecht Świętoborowic
Albrecht Świętoborowic (ur. najp. ok. 1379, zm. p. najp. 29 maja 1412) – syn  Świętobora I, księcia szczecińskiego i Anny.

## Życiorys
Imię Albrechta znane jest z dokumentu, który został wystawiony w 1394 przez bp. Würzburga. Od wczesnych lat życia był przeznaczony prawdopodobnie do zakonu (J. Bugenhagen), czego wobec najstarszego potomka w linii męskiej ówcześnie nie stosowano. O wniosku J. Bugenhagena mogą świadczyć nieliczne dokumenty, w których pomijane jest jego imię, przy czynnościach prawnych jego młodszych braci Ottona II i Kazimierza V. Brak imienia pierworodnego (hipotetycznie) mogło być również powodem jego wcześniejszej śmierci (ok. 1401/1402), o czym wspominał E. Rymar w swojej publikacji Rodowód książąt pomorskich. 
Zmarł przypuszczalnie, najpóźniej 29 maja 1412. Badacze sugerują, że pochowano go w opactwie cystersów w Kołbaczu. 

## Genealogia
| Barnim III Wielki ur. przed 1300 bądź w okr. 1303–1304 zm. 24 VIII 1368 | Barnim III Wielki ur. przed 1300 bądź w okr. 1303–1304 zm. 24 VIII 1368 |                                         |                                         | Agnieszka ur. na przeł. 1318/1319 zm. po 2 VI 1371 | Agnieszka ur. na przeł. 1318/1319 zm. po 2 VI 1371 |  |  | Albrecht Piękny ur. ok. 1319 zm. 4 IV 1361 | Albrecht Piękny ur. ok. 1319 zm. 4 IV 1361 |                                               |                                               | Zofia ur. ok. 1323 zm. 1372 | Zofia ur. ok. 1323 zm. 1372 |
|                                                                         |                                                                         |                                         |                                         |                                                    |                                                    |  |  |                                            |                                            |                                               |                                               |                             |                             |
|                                                                         |                                                                         |                                         |                                         |                                                    |                                                    |  |  |                                            |                                            |                                               |                                               |                             |                             |
|                                                                         |                                                                         | Świętobor I ur. ok. 1351 zm. 21 VI 1413 | Świętobor I ur. ok. 1351 zm. 21 VI 1413 |                                                    |                                                    |  |  |                                            |                                            | Anna ur. zap. 1360 zm. w okr. 18 IV–17 X 1391 | Anna ur. zap. 1360 zm. w okr. 18 IV–17 X 1391 |                             |                             |
|                                                                         |                                                                         |                                         |                                         |                                                    |                                                    |  |  |                                            |                                            |                                               |                                               |                             |                             |
|                                                                         |                                                                         |                                         |                                         |                                                    |                                                    |  |  |                                            |                                            |                                               |                                               |                             |                             |
|                                                                         |                                                                         |                                         |                                         |                                                    |                                                    |  |  |                                            |                                            |                                               |                                               |                             |                             |

|  |  |  |  | Albrecht Świętoborowic (ur. najp. ok. 1379, zm. p. najp. 29 V 1412) |

### Opracowania
- Edward Rymar, Rodowód książąt pomorskich, Szczecin: Książnica Pomorska im. Stanisława Staszica, 2005, ISBN 83-87879-50-9, OCLC 69296056. Brak numerów stron w książce
- Szymański J.W., Książęcy ród Gryfitów, Goleniów – Kielce 2006, ISBN 83-7273-224-8.

### Opracowania online
- Bugenhagen J., Pomerania, in quatuor libros divisa (łac.), Gryphiswaldæ 1728, [dostęp 2012-02-11].